# Nólsoyarfjørður
Nólsoyarfjørður är ett sund i Färöarna (Kungariket Danmark).   Det ligger i sýslan Streymoyar sýsla, i den östra delen av landet, 5 km sydost om huvudstaden Tórshavn.